# Gameland
Gameland — российская медиакомпания, основана в 1992 году Дмитрием Агаруновым. В разные годы выпускала такие журналы как «Страна игр», «Official PlayStation Россия», «Хакер», «Железо», «Хулиган», «PC Игры». В 2013—2022 годах вёл сайт о видеоиграх IGN Russia.

## История компании

### 1990-е годы: Основание
Компания GameLand была основана в 1992 году. История издательского дома началась, когда его основатель, Дмитрий Агарунов, открыл небольшой магазин по продаже компьютерных игр на Новом Арбате. Когда один магазин превратился в целую сеть, встал вопрос о рекламе. Агарунов безуспешно пытался прорекламировать свой бизнес в специализированных игровых изданиях, которых на тот момент было крайне мало (в том числе, в «Магазине игрушек», впоследствии ставшем Game.EXE). Это привело его к идее создать собственное издание.
В 1996 году GameLand запустил свой первый журнал «Страна игр». Первый номер «Страны игр» был продан за несколько недель. Тираж рос на 5-7 тысяч ежемесячно, и к 1997 году достиг 80 тысяч экземпляров. Успех издания подтолкнул руководство GameLand к принятию стратегического решения. В 1998 году, когда прибыль от торгового бизнеса ввиду кризиса и большого количества пиратской продукции начала падать, Агарунов сосредоточил внимание на выпуске журналов для молодёжной аудитории, например «Official PlayStation Россия». Компания закрыла розничные точки и переместила все продажи в интернет.

### 2000-е годы: Новые издания
Начиная с 1999 года компания постепенно расширяла портфель своих изданий. Был запущен «Хакер» — ежемесячный компьютерный журнал, посвящённый вопросам информационной безопасности, программирования и администрирования компьютерных сетей. Его запуск готовили ещё перед кризисом. За год журнал занял второе место на рынке компьютерных журналов. В 2000 году GameLand запускает издание о цифровой технике «Мобильные компьютеры», в 2002 году — журнал для предпринимателей «Свой бизнес» и молодёжный «Хулиган». Последнее издание было рассчитано на ту же возрастную категорию, что и «Хакер», но охватывало все темы, интересные молодёжи, без акцента на компьютеры. В то же время появились «Фантом», посвящённый фантастике и просуществовавший два года, а также «Хакер Спец». Два года спустя Gameland начал выпускать по лицензии русскую версию журнала Computer Gaming World, но проект был закрыт через три года.
В 2003 году GameLand получил от шведского фонда прямых инвестиций Mint Capita) финансы для развития. Благодаря этому в 2004 году были запущены девять журналов. Среди них были «Железо» и «DVD Эксперт», продолжившие линию журналов, посвященных электронике. В сентябре 2003 года приобретен журнал Total DVD, тогда же начал выходить журнал DVD Guide. В 2004 году Gameland предложил конкурирующему издательству «Техномир» продать его журнал «Игромания», но получил отказ. Gameland запустил собственный журнал в формате «Игромании», «PC Игры». По лицензии издательства Action Sports Media был запущен сноубордический журнал Onboard, а также появился первый в России B2B-журнал о рынке компьютерных игр — «Вестник игровой индустрии». В сентябре 2004 года в компании появился журнал о популярной музыке «Неон», а в октябре вышел первый номер журнала «Лучшие Цифровые Камеры».
В 2005 был разработан бренд-код компании Gameland и девиз «Hi Fun Media». Был запущен журнал для энтузиастов горного велосипеда Mountain Bike Action Russian Edition и журнал «Вышиваю крестиком» — впоследствии самый тиражный журнал издательства. В том же году была проведена церемония Gameland Awards. В 2006 году к портфелю добавляется журнал Total Football — ежемесячный спортивный журнал о футболе для болельщиков, уделяющий внимание прежде всего российскому футболу. В 2006 же году ИД одерживает победу в конкурсе «Лучшая Advergame России 2006», а также проводит GDC Russia — бизнес-конференцию для компаний игровой индустрии. В 2007 году ИД получает премию «HR brand года» — лучший работодатель в категории СМИ.
В 2005—2006 годы журнал «Хулиган» провёл репозиционирование и смену имиджа, отказался от протестности и скандальности. Как предполагает журнал «Индустрия рекламы», причина была в том, что «… „Хулиган“ практически не приносил Gameland доходов от рекламы. Как заявляли издатели, скандальный имидж отпугивал рекламодателей», а также потому, что «…якобы к „Хулигану“ были неравнодушны сотрудники Генпрокуратуры — журнал как-то отметился освещением на своих страницах темы о различных видах наркотиков». Однако смена имиджа журнала привела к потере им части аудитории.
В 2008 году было запущено издание о сигарах — русская версия американского журнала Smoke. Также в 2008 году GameLand совершила сделку по поглощению издательского дома Mediasign (издания Digital Photo, «Форсаж», «Тюнинг Эксперт» и др.), также работавшего в сегменте тематических журналов. По итогам сделки GameLand добавила в свой портфель ещё 12 журналов. В 2010 году Gameland TV был преобразован в телеканал для мужчин Man TV. В 2012 был приобретен журнал о кулинарии «Первое. Второе. Третье».

### 2010-е годы: Кризис и уход в онлайн
В начале 2010-х Gameland начал постепенно замораживать и закрывать свои бумажные журналы. В 2011 году был закрыт «PC игры» и три спортивных журнала — «Skipass», «Onboard» и «Mountain Bike», в 2012-м перестал выходить «Хулиган». Наконец, в 2013-м закрылось большинство журналов Gameland, в том числе «Total DVD», «Фотомастерская», «Железо», «Форсаж», «Первое. Второе. Третье», «Digital Photo». По признанию главного редактора Total DVD Бориса Хохлова, основной причиной закрытия было отсутствие рекламы. Известен громкий конфликт с уволенным главным редактором журнала «Digital Photo» Борисом Мурадовым. В конце 2013-го вышли последние номера «Total Football» и «Страны игр». В 2015 году журнал «Вышиваю крестиком» был закрыт, но издательство Burda выкупило его у Gameland и возобновило выпуск.
Закрыв журналы, компания сосредоточилась на онлайн-направлении. В марте 2013 года Gameland стал партнёром русскоязычной части крупнейшего в мире англоязычного сайта об играх IGN.com. До осени 2015 года на IGN Russia работали в основном бывшие сотрудники «Страны игр». Кроме того, Gameland управляет крупнейшим в стране ресурсом об IT-безопасности xakep.ru и образовательным проектом для средних предпринимателей «Свой бизнес» (mybiz.ru).
В марте 2022 года, в связи с вторжением России на Украину, русскоязычная версия сайта IGN прекратила своё существование. В настоящий момент сайт ru.ign.com перенаправляется на заглавную страницу оригинальной версии сайта IGN.

## Список изданий

### Выходящие электронные журналы
- Свой бизнес (с 2015 года)
- Хакер (с 2015 года)

### Закрытые бумажные журналы
- Computer Gaming World Russian Edition (2002—2005)
- Digital Photo (2003—2013)
- Maxi Tunung (2005—2008)
- Mountain Bike (2005—2011)
- Official PlayStation Россия (1998—2002)
- Onboard (2004—2011)
- Skipass (2006—2011)
- PC Игры (2004—2011)
- Smoke
- Total DVD (2003—2013)
- Total Football (2006—2013)
- Trendy Mag
- Железо (2004—2013)
- Мобильные компьютеры (2000—2008)
- Первое. Второе. Третье (2010—2013)
- Страна игр (1996—2013)
- Т3. Техника Третьего Тысячелетия (2009—2012)
- Тюнинг автомобилей (2001—2014)
- Фантом (2000—2001)
- Форсаж (2006—2011)
- Фотомастерская (2011—2013)
- Хулиган (2002—2012)
- Вышиваю крестиком (1999-07/2015) закрыт вместе с форумом и официальным сайтом; выкуплен и возобновлён издательством Burda.
- Sync[13]

### Закрытые интернет-проекты
- Ru.IGN.com (2012-2022)